# Brown City (Michigan)
Brown City est une cité des comtés de Lapeer et de Sanilac, dans l'État du Michigan, aux États-Unis. En 2020, sa population était de 1 302 habitants.